# Strontium 90
Strontium 90 fue un grupo de rock británico liderado por el bajista, cantautor y productor Mike Howlett y conformado en 1977.

## Historia
Luego de haber sido bajista del grupo de Rock Progresivo Gong, Mike Howlett decidió formar un
nuevo grupo junto con el guitarrista, bajista y cantante inglés Gordon Matthew Sumner, más conocido como Sting,
quien era integrante de un grupo de Jazz Rock llamado "Last Exit"; el guitarrista inglés Andy Summers y el
baterista británico Chris Cutler, exintegrante de "Henry Cow", quien sería reemplazado por Stewart Copeland,
exbaterista del grupo de Rock Progresivo "Curved Air". 
"Strontium 90" registró, junto con el ingeniero de grabación Joe Julian, un demo en los estudios "Virtual Air" en 
febrero de 1977, aproximadamente, el cual incluyó temas de Rock, como "Lady of Delight", y "Electron Romance", 
una fusión de Funk y Punk Rock. Dos meses más tarde, el 28 de mayo de 1977, "Strontium 90" realizó un 
concierto en el "Cirque Hippodrome" de París en el cual los exintegrantes de "Gong" presentaban sus respectivos 
proyectos. Sin embargo, Howlett decidió abandonar "Strontium 90", luego de haber enviado copias del demo de la banda 
a las compañías discográficas más importantes sin tener éxito. 
Posteriormente, Howlett inició una exitosa carrera como productor discográfico, mientras que Sting, Andy Summers
y Stewart Copeland formaron el reconocido trío The Police.
En 1997, Mike Howlett y Simon Heyworth decidieron compilar y producir grabaciones de estudio y en vivo de "Strontium 90"
y publicar el álbum "Police Academy", publicado por "Pangaea Records" y "Ark 21". Dicho álbum incluye, además, el demo 
de "Every Little Thing She Does Is Magic", compuesto por Sting y registrado por The Police en 1981.

## Músicos
- Mike Howlett: Bajo, voces, compositor y productor.

- Sting: Guitarras, bajo y voces.

- Andy Summers: Guitarras.

- Stewart Copeland: Batería.